# グラッパ

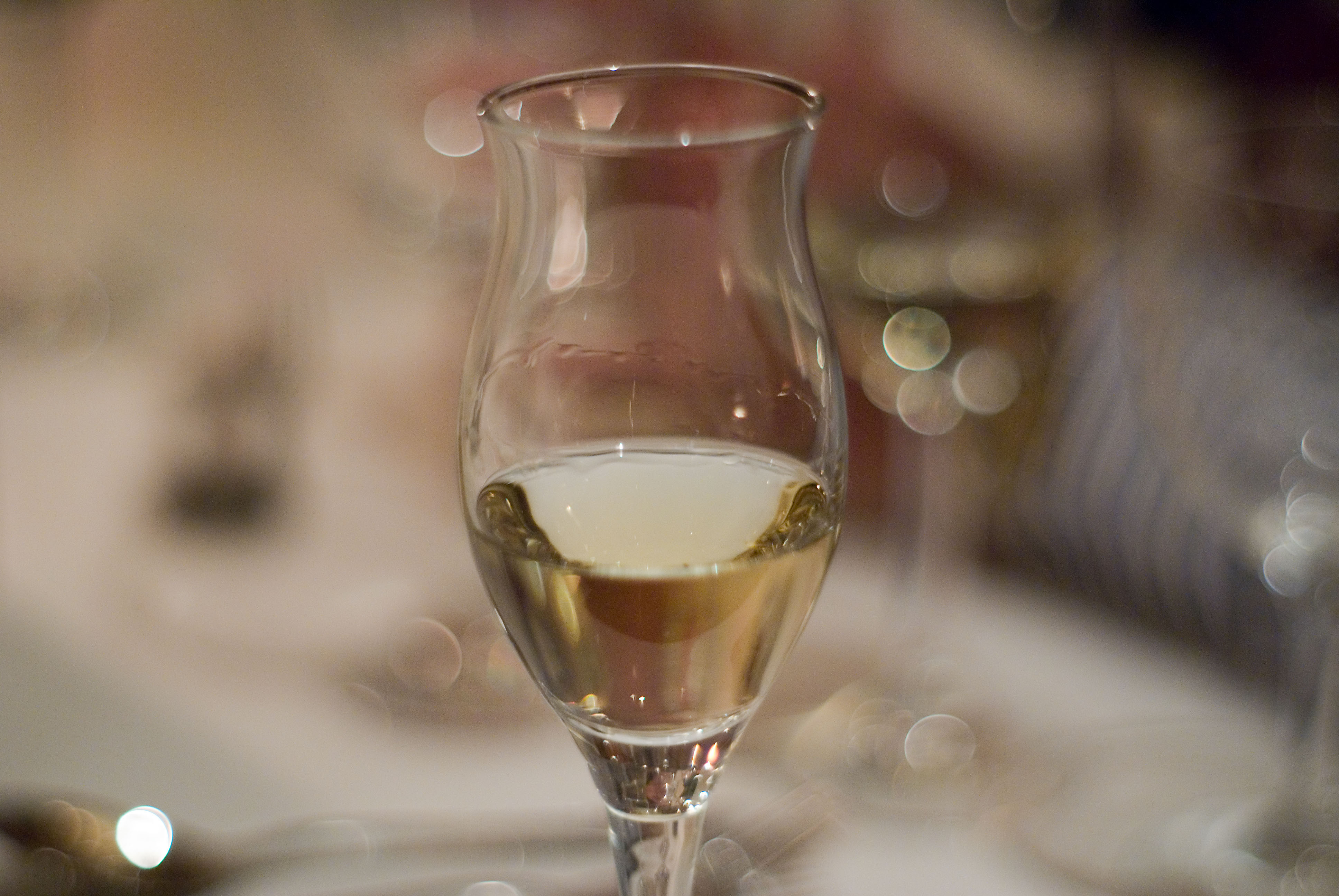
グラスに入ったグラッパ

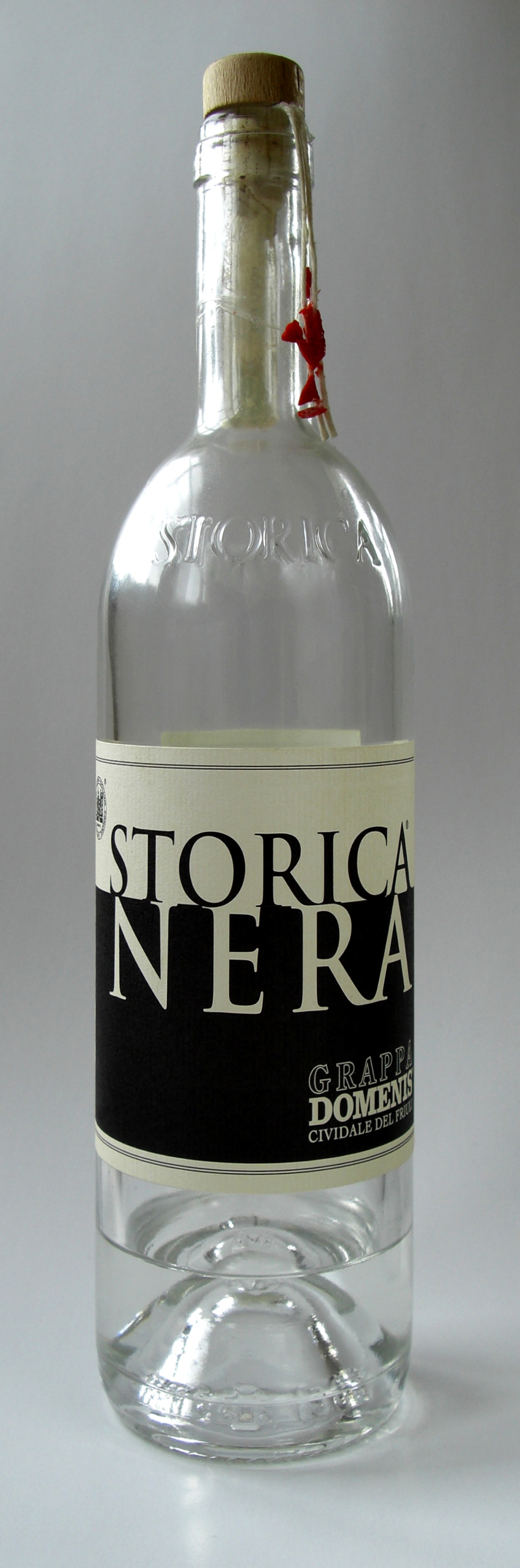
グラッパ瓶

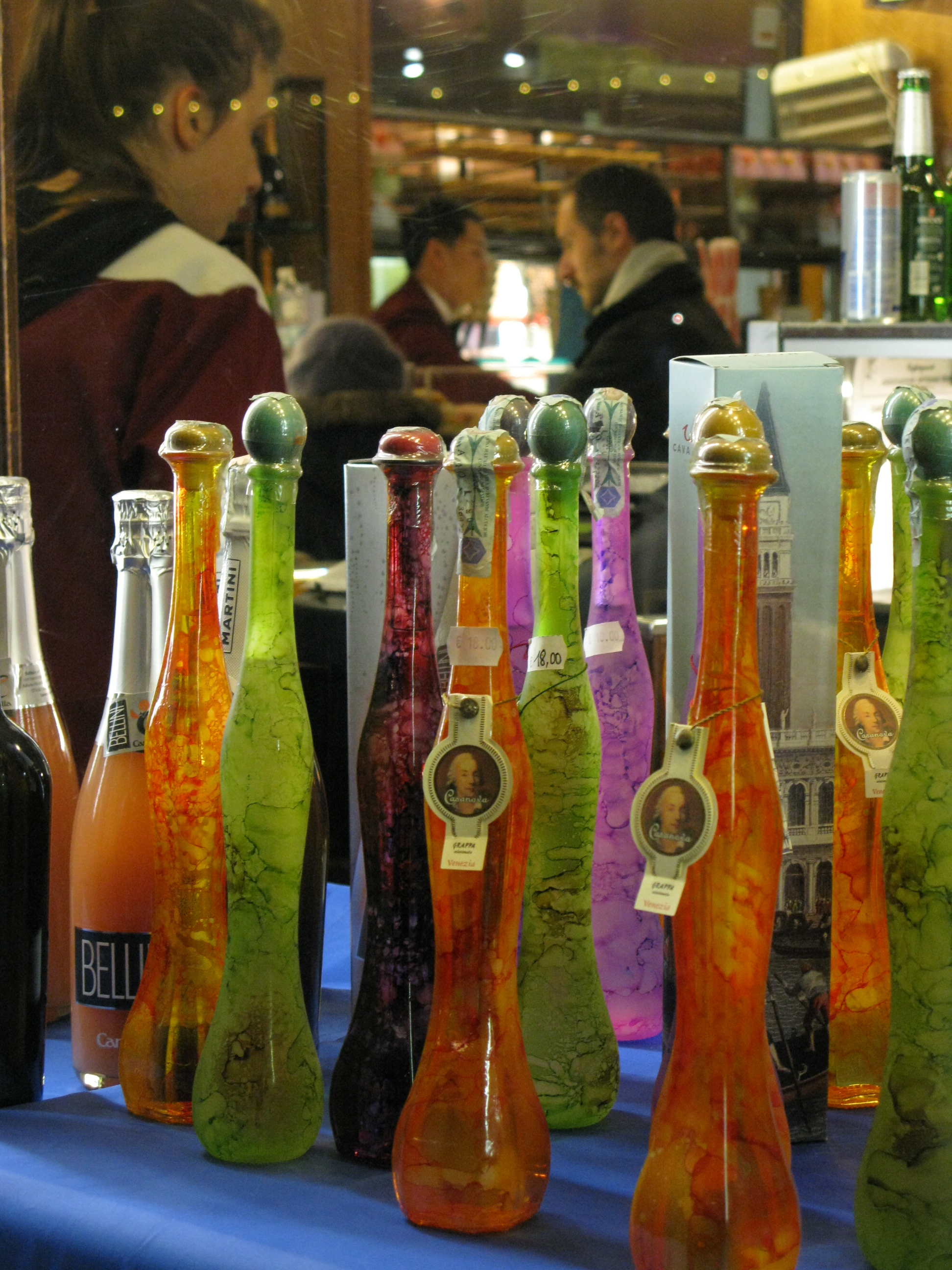
ヴェネツィアのバールで売られている観光客向けのグラッパの瓶詰め

グラッパ (grappa) は、イタリア特産の蒸留酒で、ブランデーの一種。ワインを蒸留して作る一般的なブランデーとは違い、ポマース（ブドウの搾りかす）を発酵させたアルコールを蒸留して作る。多くは樽熟成を行わないので無色透明だが、ブドウの香りを程よく残す。アルコール度数は30度 - 60度。香り付けしたものもある。
イタリアではポピュラーな酒で、食後酒としてよく飲まれる。バールにも置かれている。グラッパは度数が高いためリキュールを作成する際にも使用される。またイタリア中部では、エスプレッソコーヒーに3杯 - 4杯の砂糖を入れてかき混ぜずに飲み、カップの底に砂糖が溜まっているのでそこにグラッパを注ぎ、飲むというカフェ・コレットという飲み物も存在する。
EUの法律で、グラッパと呼べるものはイタリアで作られたものと決められている。ブドウの絞り粕をもとに製造するため「かすとりブランデー」といい、フランスのマール（Eau-de-vie de marc）などもこれに含まれるが、長期の樽熟成を経てから製品化される点がグラッパとは異なる。ただし、グラッパでも樽熟成をしたものもある。グラッパはイタリア全土で作られるが、有名な町としてはヴェネツィアの北西にあるバッサーノ・デル・グラッパがあり、グラッパによる町興しが盛んである。この町にはポーリ (Poli) 社によるグラッパ博物館がある。
グラッパの名は古いゲルマン語からの借用語で、英語: grape と同じ系統であるという<。また、バッサーノ・デル・グラッパ（グラッパ山の麓）という街の名に語源を求める説もあるが、この街自体もまたグラッパの名産地である。

## 日本
日本での認知度は一般的なブランデーやウイスキーに比べるとはるかに低いが、20世紀末のイタリア料理ブームが来ると、イタリア料理店の増加と共に百貨店の洋酒売り場や比較的大型の酒類販売店などにも置かれるようになった。しかし、日本で展開するコーヒー・チェーンやイタリア風のバールとして営業する店でも酒類の提供は行わないことが多く、グラッパを外食時に飲むのは難しい。
日本で初めてグラッパを製造したのは、大阪府柏原市にあるカタシモワイナリーである。グラッパ専用のブドウではなく、ワイン醸造の際に出た搾りかすを使用したものである。焼酎に近い蒸留方法にすることで、日本人の口に合うように仕上げられている。
日本国内で展開するカフェチェーンのセガフレード・ザネッティではグラッパが提供され、イタリアンレストランチェーンサイゼリヤのメニューにグラッパが加わった。そのため、以前と比べて比較的容易にまた安価で飲めるようになった。